# Glyptotendipes annulaimanus
Glyptotendipes annulaimanus är en tvåvingeart som först beskrevs av Maurice Emile Marie Goetghebuer 1921.  Glyptotendipes annulaimanus ingår i släktet Glyptotendipes och familjen fjädermyggor.
Artens utbredningsområde är Belgien. Inga underarter finns listade i Catalogue of Life.